# Anatolij Kinach
Anatolij Kyrylovyč Kinach (ukrajinsky Анатолій Кирилович Кінах; * 4. srpna 1954 Brătușeni, Moldavsko) je ukrajinský politik. V letech 2001–2002 za prezidenta Leonida Kučmy zastával funkci předsedy vlády Ukrajiny a v roce 2007 působil jako ministr hospodářství ve vládě Viktora Juščenka.